# Urupelma
Genre
Urupelma est un genre d'araignées mygalomorphes de la famille des Theraphosidae.

## Distribution
Les espèces de ce genre sont endémiques du Pérou.

## Liste des espèces
Selon World Spider Catalog (version 25.5, 26/01/2025) :
- Urupelma ashaninka Kaderka, Lüddecke, Řezáč, Řezáčová & Hüsser, 2023
- Urupelma atarraz Kaderka, Lüddecke, Řezáč, Řezáčová & Hüsser, 2023
- Urupelma awanqay Kaderka, Lüddecke, Řezáč, Řezáčová & Hüsser, 2023
- Urupelma dianae Kaderka, Lüddecke, Řezáč, Řezáčová & Hüsser, 2023
- Urupelma humantay Kaderka, 2024
- Urupelma johannae Kaderka, Lüddecke, Řezáč, Řezáčová & Hüsser, 2023
- Urupelma machiguenga Kaderka, Lüddecke, Řezáč, Řezáčová & Hüsser, 2023
- Urupelma megantonianum Kaderka, Lüddecke, Řezáč, Řezáčová & Hüsser, 2023
- Urupelma pampas Kaderka, Lüddecke, Řezáč, Řezáčová & Hüsser, 2023
- Urupelma peruvianum (Chamberlin, 1916)
- Urupelma sanctimariae Kaderka, Lüddecke, Řezáč, Řezáčová & Hüsser, 2023
- Urupelma sanctitheresae Kaderka, Lüddecke, Řezáč, Řezáčová & Hüsser, 2023
- Urupelma veronicae Kaderka, Lüddecke, Řezáč, Řezáčová & Hüsser, 2023

## Systématique et taxinomie
Ce genre a été décrit par Kaderka, Lüddecke, Řezáč, Řezáčová et Hüsser en 2023 dans les Theraphosidae.

## Publication originale
- Kaderka, Lüddecke, Řezáč, Řezáčová & Hüsser, 2023 : « Revision of the Peruvian tarantula Homoeomma peruvianum (Chamberlin, 1916): description of a new genus with eleven new species and insights to the evolution of montane tarantulas (Araneae: Theraphosidae: Theraphosinae). » Journal of Natural History, vol. 57, no 41-44, p. 1710-1824.